# Orlando Romero Cabrera
Orlando Romero Cabrera (Fagina, 21 de dezembro de 1933) é Bispo Emérito de Canelones.
Orlando Romero Cabrera foi ordenado sacerdote em 15 de dezembro de 1957.
Em 26 de maio de 1986, o Papa João Paulo II o nomeou Bispo Titular de Gubaliana e Bispo Auxiliar de Montevidéu. O arcebispo de Montevidéu, Dom José Gottardi Cristelli SDB, consagrou-o bispo em 13 de julho do mesmo ano; Co-consagrantes foram Pablo Jaime Galimberti di Vietri, Bispo de San José de Mayo, e Raúl Horacio Scarrone Carrero, Bispo Auxiliar de Montevidéu.
Em 25 de outubro de 1994 foi nomeado Bispo de Canelones. 
Em 23 de fevereiro de 2010, o Papa Bento XVI aceitou seu pedido de demissão por razões de idade.